# Magnetisch peiltoestel

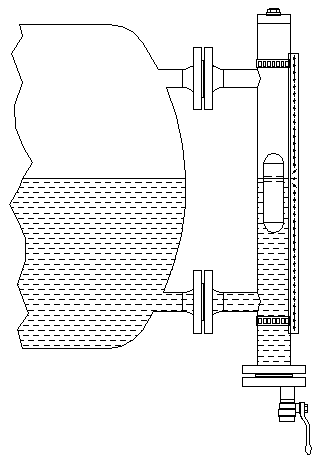
Principe van de werking

Een magnetisch peiltoestel dient ervoor om het niveau in vloeistoftanks te controleren en eventueel te signaleren. Een toestel is normaal gesproken voorzien van 2 procesaansluitingen welke in verbinding staan met het vat.
Volgens de regels van communicerende vaten is het vloeistofniveau in het vat even hoog als in het toestel. In het toestel bevindt zich een drijver (vlotter) met een magneet erin.
Deze magneet geeft een signaal af door de pijp van het toestel heen zodat aan de buitenkant gezien kan worden hoeveel erin het vat aanwezig is.
Met dit magnetisch signaal kunnen ook schakelaars en/of analoge signalen gehaald worden. Bijvoorbeeld met reedschakelaars.

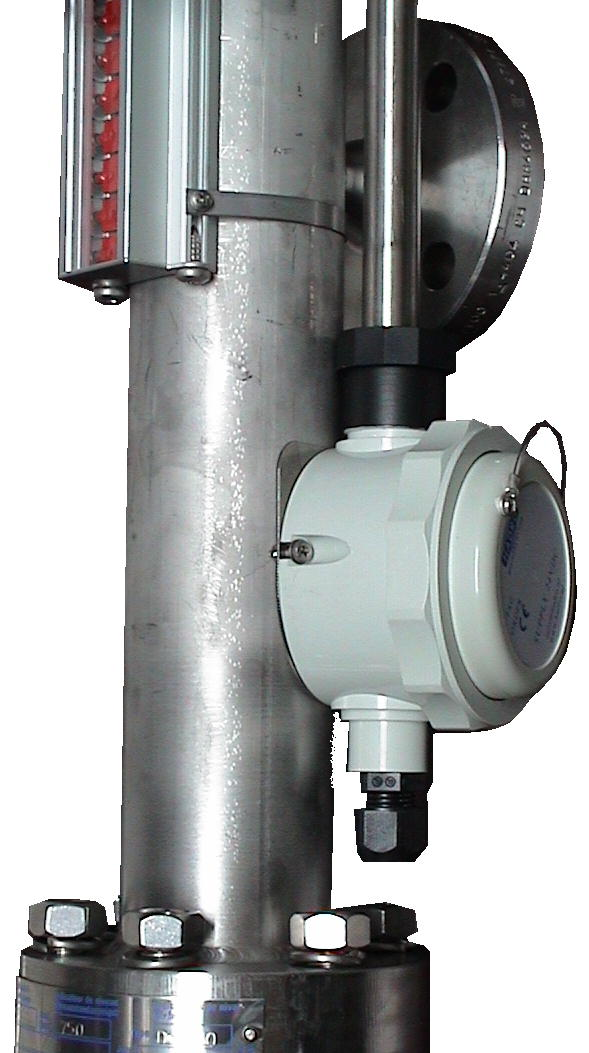
Analoog signaal uit een magnetisch peiltoestel

Magnetische peiltoestellen hebben het voordeel ten opzichte van reflex-toestellen dat deze niet vervuilen aan het glas (niet aanwezig) of lek kunnen raken.
De toestellen worden normaal gemaakt van RVS 316 aangezien dat niet magnetisch is, maar ook andere materialen zijn uiteraard mogelijk.
Ook voor koudere of hetere toepassingen of hogere drukken of vacuüm zijn de toestellen zeer geschikt.